# Rathaus Copitz

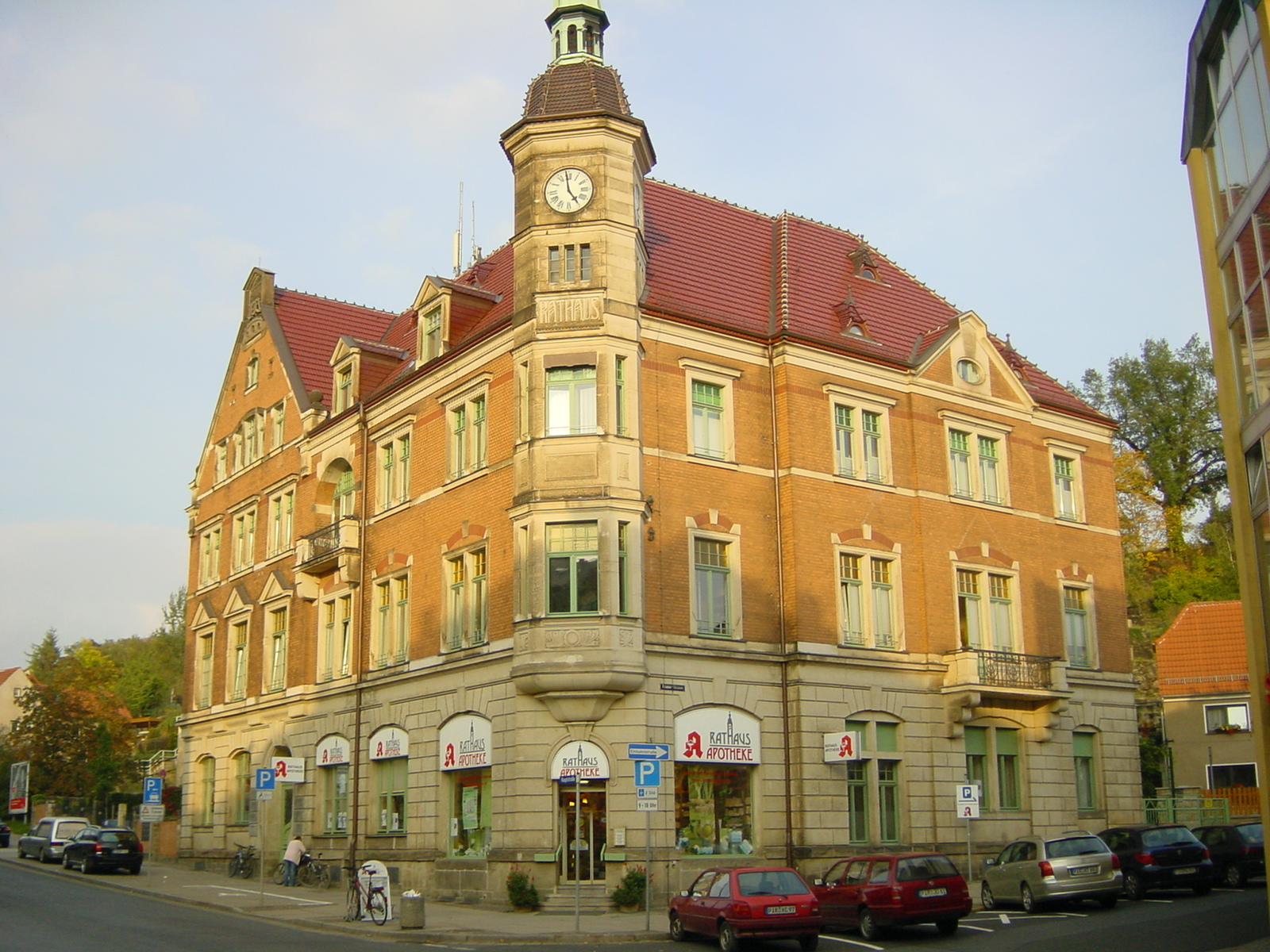
Ehemaliges Rathaus Copitz

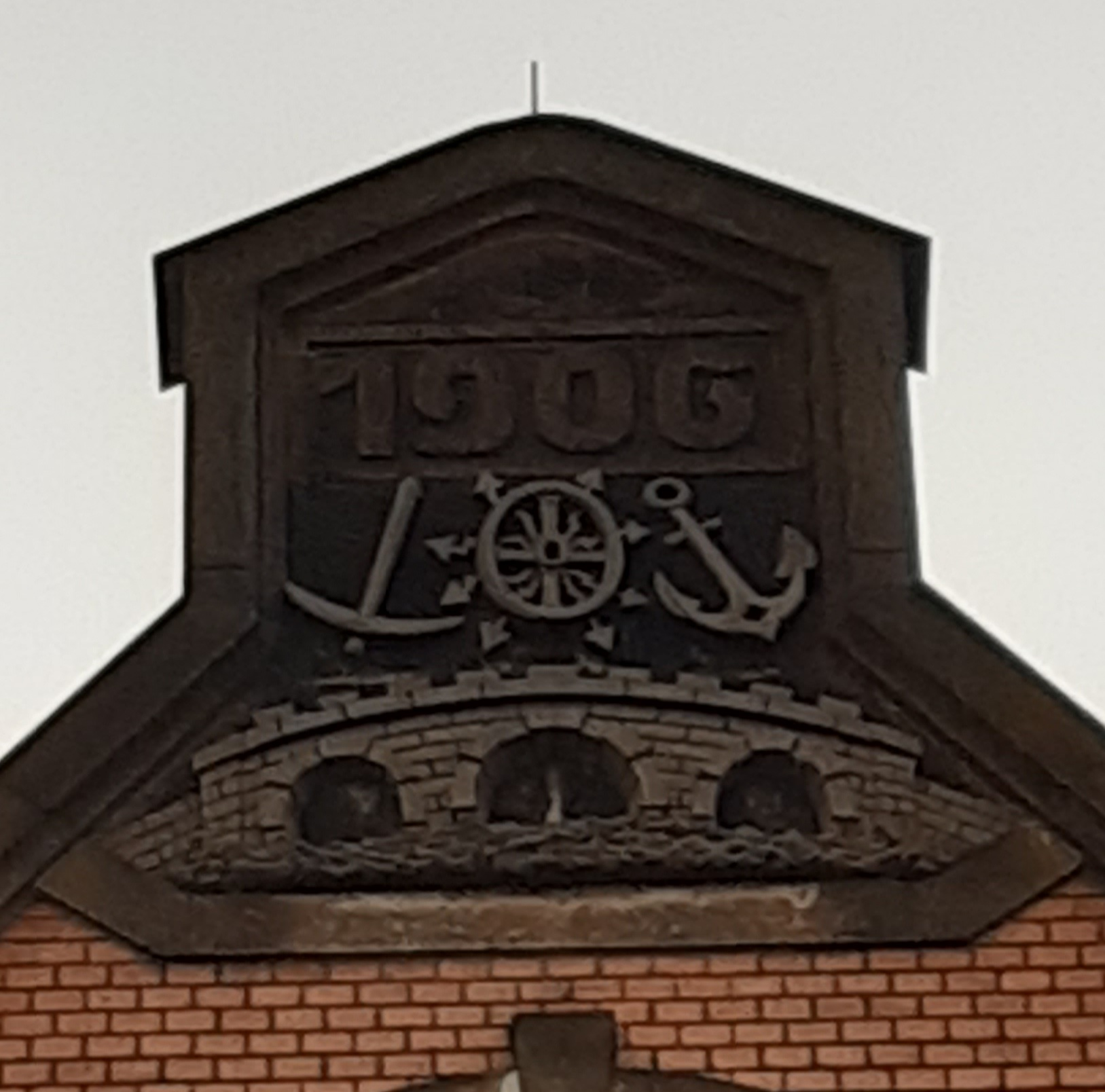
Ziergiebelchen mit Wappen und Jahreszahl 1906

Das ehemalige Rathaus Copitz ist ein denkmalgeschütztes Gebäude in Copitz, einem Stadtteil von Pirna.

## Beschreibung
Der an der Hauptstraße 19 b gelegene Neurenaissancebau mit rustiziertem Erdgeschoss in Sandstein und übriger Fassade aus Backstein wurde 1906 nach Plänen von Otto Horn erbaut. Blickfang ist der straßenbestimmende Eckturm mit Laterne und Uhr.
Daneben befindet sich noch ein Ziergiebelchen mit Wappen und Jahreszahl 1906.